# Zegar na Baszcie Spasskiej

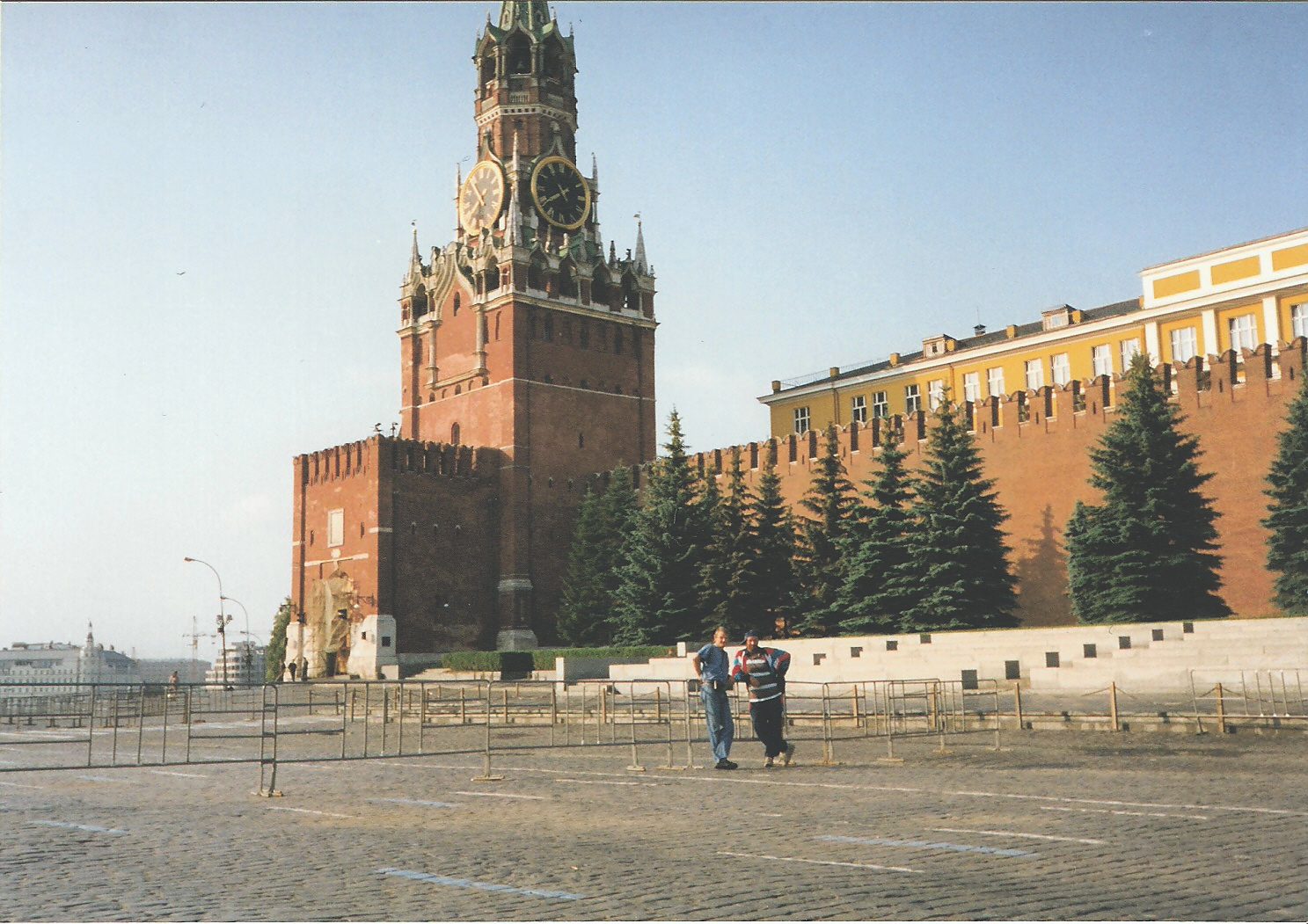
Zegar w 2008 roku

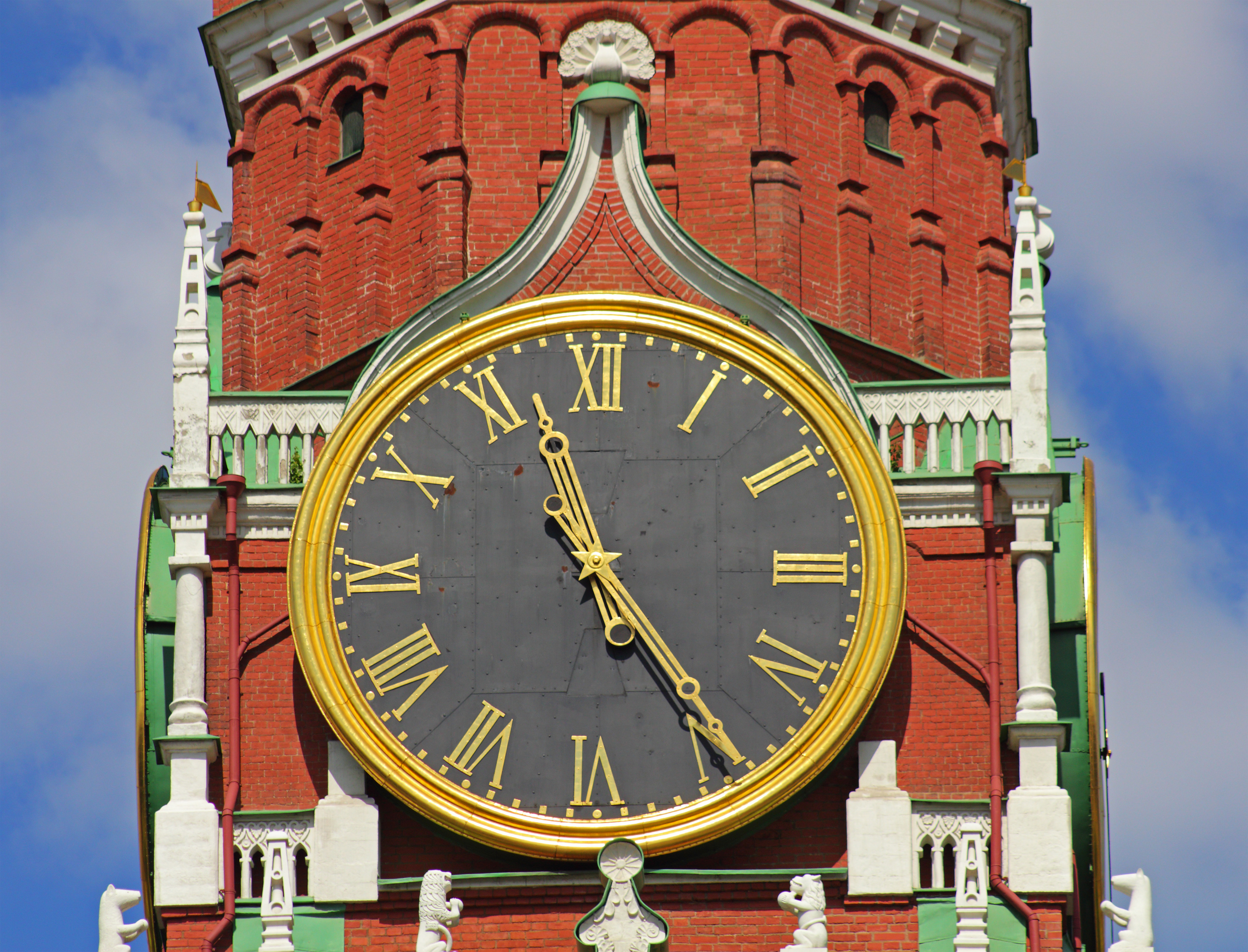
Zegar w 2012 roku

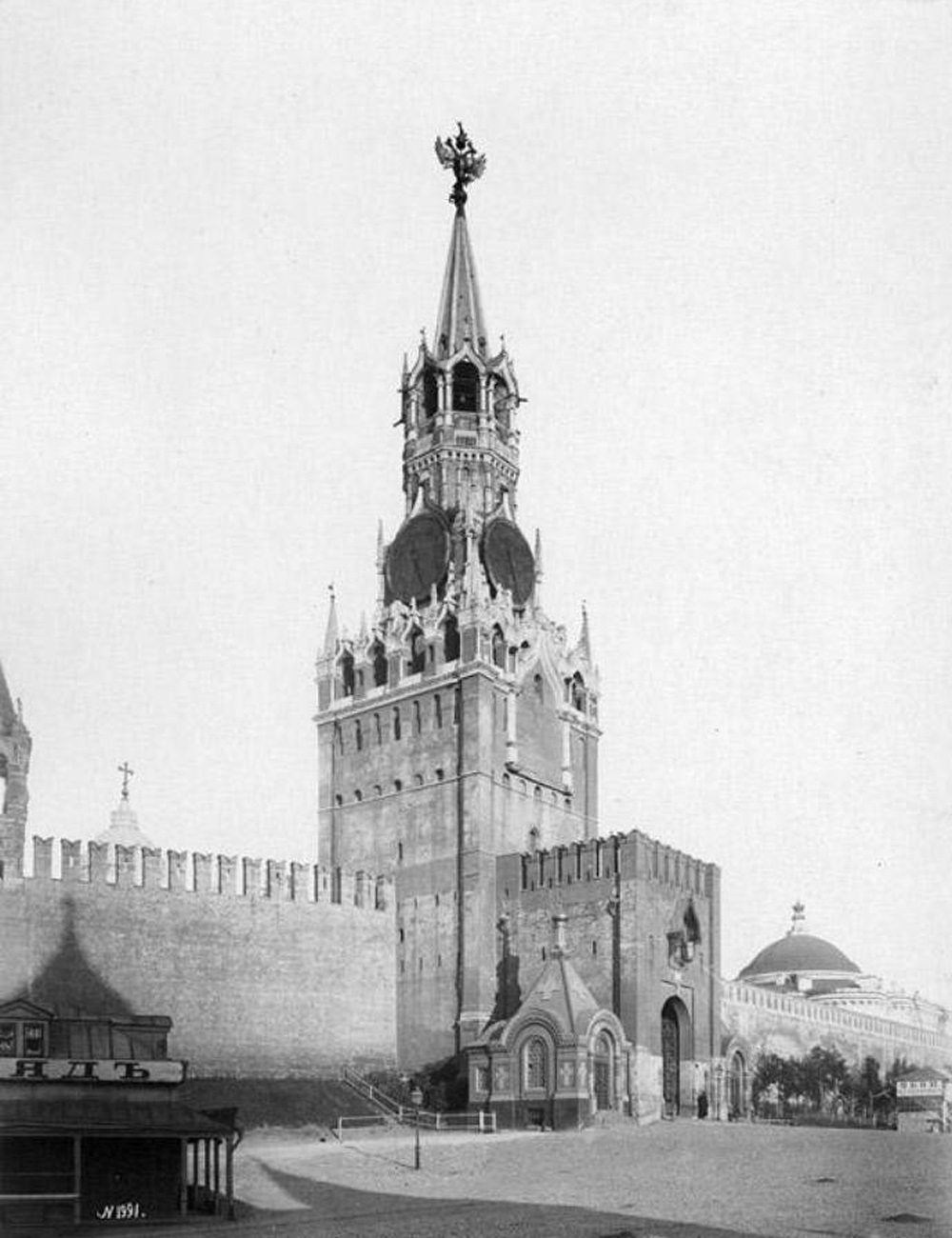
Zegar w latach 80. XIX wieku

Zegar na Baszcie Spasskiej (ros. Часы на Спасской башне) – zabytkowy zegar na Kremlu w Moskwie. Znajduje  się na Baszcie Spasskiej.                                                                                                                                                                                     

## Historia
Tarcza zegara znajduje się nad główną bramą na Placu Czerwonym. Mniejsze dzwonki dzwonią co kwadrans, a dzwony biją o każdej pełnej godzinie. Zegar zainstalowano 9 grudnia 1706. Został zakupiony przez Piotra I Wielkiego w Holandii, przetransportowany z Amsterdamu do Moskwy w 30 wagonach i zmontowany przez zegarmistrza Jakima Garniela. Zegar służył z przerwami aż do połowy XIX wieku. Został zniszczony podczas pożaru w 1737, a w 1767 odrestaurowany. Od 1770 grał niemiecką melodię „O du lieber Augustin”. Zegar został ponownie uszkodzony podczas pożaru Moskwy w 1812.  
2 listopada 1917, podczas szturmu bolszewików na Kreml, zegar został trafiony pociskiem i uszkodzony. Jedna ze wskazówek została złamana i mechanizm kontrolujący rotację wskazówek został uszkodzony. Na przełomie sierpnia i września 1918 roku na zlecenie Lenina zegar naprawiał zegarmistrz Nikołaj Bieriens. Nowe, 32-kilogramowe wahadło zostało wykonane z pozłacanego ołowiu. Na polecenie nowego rządu artysta i muzyk Michaił Czeriemnych został poproszony o skomponowanie nowej rewolucyjnej muzyki, która odtwarzana będzie przez zegar. W południe grał „Międzynarodówkę”, a o północy „Вы жертвою пали” (Wy żertwoju pali). Od 1932 wybrzmiewała już tylko „Międzynarodówka”.
W 1991 Komitet Centralny Komunistycznej Partii Związku Radzieckiego podjął decyzję o wznowieniu prac nad kurantami kremlowskimi, ale okazało się, że do wykonania radzieckiego hymnu narodowego brakuje trzech dzwonów. Ten problem pojawił się ponownie w 1995, gdy „Pieśń Patriotyczna” Michaiła Glinki została przyjęta jako nowy hymn narodowy. W 1996, podczas inauguracji Borysa Jelcyna, zegar kremlowski po raz pierwszy od 58 lat ponownie zagrał melodię. Wobec braku kilku dzwonów potrzebnych do wykonania hymnu narodowego, oprócz dzwonów zainstalowano metalowe bity. O godzinie 6 i 12 kuranty grały „Pieśń Patriotyczną”, a o 3 i 9 melodię z opery Iwana Susanina.
Ostatnią dużą renowację przeprowadzono w 1999. Wskazówki i cyfry zostały ponownie pozłocone. Zamiast „Pieśni Patriotycznej” zaczęto odgrywać nowy hymn Federacji Rosyjskiej.